# Prvenstvo Hrvatske u hokeju na travi 2001./02.
Prvenstvo Hrvatske u hokeju na travi na 2001./02. je osvojio Marathon iz Zagreba. 

## Ljestvice i rezultati

### 1.A liga
| mj | klub                       | ut | pob | neod | por | golovi | bod     |                   |
| -- | -------------------------- | -- | --- | ---- | --- | ------ | ------- | ----------------- |
| 1. | Mladost Zagreb             | 10 | 7   | 1    | 2   | 40:12  | 22      | za prvaka         |
| 2. | Marathon Zagreb            | 10 | 6   | 2    | 2   | 40:13  | 17 (-3) | za prvaka         |
| 3. | Jedinstvo Zagreb           | 10 | 4   | 4    | 2   | 28:20  | 16      | za prvaka         |
| 4. | Zelina (Sveti Ivan Zelina) | 10 | 4   | 3    | 3   | 26:19  | 15      | za prvaka         |
| 5. | Trešnjevka Zagreb          | 10 | 2   | 0    | 8   | 8:38   | 6       | za 5. – 8. mjesto |
| 6. | Concordia Zagreb           | 10 | 2   | 0    | 8   | 12:52  | 6       | za 5. – 8. mjesto |

### 1.B liga
| mj | klub              | ut | pob | neod | por | golovi | bod    |                   |
| -- | ----------------- | -- | --- | ---- | --- | ------ | ------ | ----------------- |
| 1. | Atom Zagreb       | 8  | 6   | 2    | 0   | 20:9   | 20     | za 5. – 8. mjesto |
| 2. | Akademičar Zagreb | 8  | 4   | 1    | 3   | 29:11  | 13     | za 5. – 8. mjesto |
| 3. | Zagreb            | 8  | 4   | 0    | 4   | 34:16  | 12     |                   |
| 4. | Centar Zagreb     | 8  | 3   | 1    | 4   | 29:17  | 9 (-1) |                   |
| 5. | Infosistem Zagreb | 8  | 1   | 0    | 7   | 4:72   | 3      |                   |

### Doigravanje za prvaka
Igralo se na seriju od tri pobjede (best-of'five). Klub s boljom ligaškom pozicijom je dobio po startnu pobjedu. 
| klub1                                                                                                  | omjer         | klub2         | rezultati          |
| poluzavršnica                                                                                          | poluzavršnica | poluzavršnica | poluzavršnica      |
| --- | ------------- | ------------- | ------------------ |
| Mladost                                                                                                | 3-0           | Zelina        | 3:0, 1:0           |
| Marathon                                                                                               | 3-0           | Jedinstvo     | 4:2, 5:1           |
| |               |               |                    |
| za 3. mjesto                                                                                           |               |               |                    |
| Jedinstvo                                                                                              | 3-1           | Zelina        | 16:0, 2:4, 5:2     |
| |               |               |                    |
| završnica                                                                                              |               |               |                    |
| Mladost                                                                                                | 2-3           | Marathon      | 1:2, 0:1, 3:1, 1:4 |
| |               |               |                    |
| rezultat podebljan - domaća utakmica za klub1 rezultat normalne debljine - gostujuća utakmica za klub1 |               |               |                    |

### Doigravanje za 5. – 8. mjesta
Igralo se na seriju od tri pobjede (best-of'five). Klub s boljom ligaškom pozicijom je dobio po startnu pobjedu. 
| klub1                                                                                                  | omjer         | klub2         | rezultati     |
| poluzavršnica                                                                                          | poluzavršnica | poluzavršnica | poluzavršnica |
| --- | ------------- | ------------- | ------------- |
| Trešnjevka                                                                                             | 3-0           | Akademičar    | 4:0, 7:1      |
| Concordia                                                                                              | 3-0           | Atom          | 1:0, 0:1, 3:2 |
| |               |               |               |
| za 7. mjesto                                                                                           |               |               |               |
| Atom                                                                                                   | 3-0           | Akademičar    | 6:0, 5:0      |
| |               |               |               |
| za 5. mjesto                                                                                           |               |               |               |
| Trešnjevka                                                                                             | 3-0           | Concordia     | 2:0, 4:1      |
| |               |               |               |
| rezultat podebljan - domaća utakmica za klub1 rezultat normalne debljine - gostujuća utakmica za klub1 |               |               |               |

## Konačni poredak
1. Marathon Zagreb
2. Mladost Zagreb
3. Jedinstvo Zagreb
4. Zelina (Sveti Ivan Zelina)
5. Trešnjevka Zagreb
6. Concordia Zagreb
7. Atom Zagreb
8. Akademičar Zagreb
9. Zagreb
10. Centar Zagreb
11. Infosistem Zagreb